# Pholcus sumatraensis
Pholcus sumatraensis är en spindelart som beskrevs av Jörg Wunderlich 1995. Pholcus sumatraensis ingår i släktet Pholcus och familjen dallerspindlar. Inga underarter finns listade i Catalogue of Life.